# Paracoenia calida
Paracoenia calida är en tvåvingeart som beskrevs av Wayne N. Mathis 1975. Paracoenia calida ingår i släktet Paracoenia och familjen vattenflugor.
Artens utbredningsområde är Kalifornien. Inga underarter finns listade i Catalogue of Life.